# 不連続殺人事件
『不連続殺人事件』（ふれんぞくさつじんじけん）は、坂口安吾の長編小説。安吾が初めて書いた推理小説である。次々と発生する不連続な殺人事件に、名探偵・巨勢博士が「心理の足跡」を推理しながら動機を追跡してゆく物語。雑誌掲載時には、作者・坂口安吾から読者への挑戦として、真犯人当ての懸賞金がかけられた。
1947年（昭和22年）8月1日、大地書房発行の雑誌『日本小説』9月号（第3号）から、翌1948年（昭和23年）8月号まで連載された（挿絵：高野三三男）。単行本は1948年12月にイヴニングスター社から刊行され、第2回探偵作家クラブ賞を受賞した。
1977年（昭和52年）には、同作を原作とし製作・公開された曾根中生監督の日本の長篇劇映画もある。また、1990年（平成2年）にはフジテレビで2時間ドラマも作られている。

## あらすじ
舞台は第二次世界大戦から2年が経過した1947年（昭和22年）夏、N県内有数の財閥・歌川多門邸で、流行作家の望月王仁が殺害される事件が発生する。兇器のナイフからは2人の女の指紋が発見され、もう一人の女のものと思われる小さな鈴が、被害者のベッド下から発見される。
歌川家には語り手である小説家の他、多数の人物が多門の息子である一馬の手紙により招待されていたが、一馬によればその招待状は偽物であった。招待客、使用人、家族を合わせ、29人の人々が滞在していた歌川邸では、家族のみならず戦争中に疎開していた10人や、その他の招待客らの間でも乱脈な性関係がなされており、さらには複雑な憎悪が絡み合っていた。
そしてその夜、珠緒とセムシの詩人・内海明、千草と次々に殺害されていく。さらに1週間後の8月26日には、第5・第6の殺人が実行される。コーヒーに混入された毒物で加代子が、プリンの中へ混入されたモルヒネで多門が殺害され、同時に異なる場所で殺人が起きてしまう。
次々に起こる殺人事件に、一貫した動機を見出すことはできず、次に誰が殺されるのかも予想がつかない。連続殺人事件であるのに、動機に一貫性がない。犯人が複数なのか、あるいは真の動機を隠すためだけに殺された被害者が存在するのかも分からない。この事件が、「不連続」殺人事件と呼ばれた所以である。
第6の殺人から10日後の9月3日、不連続殺人の不連続たる一石が投じられる。女流作家の宇津木秋子が殺されたのである。さらに、6日後の9月10日、明方4時、一馬が青酸カリによって死亡する。警察は翻弄され、ついには8人の被害者が出て、歌川家は滅亡する。
探偵である巨勢博士は、最後の被害者が出る直前には真相に気づいていたが、証拠をつかむために屋敷を離れていた際に、事件の解決を急ぐあまりに行なった警察の挑発を、巨勢博士のものと勘違いした犯人により、最後の殺人が起こってしまったのである。
残った人々を一堂に集めた巨勢博士は、「犯人が唯一ミスを犯したある殺人において『心理の足跡』を残した」と指摘して、事件の真相を語り始める。

### 被害者名と殺害方法
1. 望月王仁（刺殺）
2. 歌川珠緒（絞殺）
3. 南雲千草（絞殺）
4. 内海明（刺殺）
5. 歌川多門（毒殺）
6. 歌川加代子（毒殺）
7. 宇津木秋子（墜死）
8. 歌川一馬（毒殺）

## 作品成立・背景
少年時代から欧米の探偵小説愛読者であった坂口安吾は、戦時中の飲み歩くのも不自由となった頃、同人誌『現代文學』の仲間（大井廣介、平野謙、荒正人）らと、大井邸で探偵小説の犯人当てゲームに熱心だったが、自身も探偵小説執筆の構想を考えていた。安吾が犯人を当てることはほとんどなく、「きみたちには、ぜったい犯人のあたらない探偵小説を、そのうちに書いてみせるよ」と言っていたという伝説もある。ある日安吾は、約350枚の原稿用紙の束を持って大地書房の雑誌『日本小説』の編集部に現われ、雑誌の編集意図が気に入ったのでこの長編小説を連載してくれないかと、編集長の和田芳恵に申し入れたとされる。
また、以前から雑誌『日本小説』記者・渡辺彰に小説の執筆依頼をされていたともされ、荏原郡矢口町字安方（現・大田区東矢口）の安吾の家で毎週水曜日に行われていた飲み会に参加していた渡辺彰が、そこで焼酎を飲んだ後に喀血したことに責任を感じた安吾が、渡辺の療養費のために『不連続殺人事件』の原稿料を彼に回し、安吾自身は出版社から報酬を貰わず、雑誌連載中に行われた読者への懸賞金も、安吾の自腹から出していたという。
懸賞金は、安吾から読者への挑戦状という形で、「犯人を推定した最も優秀な答案に、この小説の解決篇の原稿料を差し上げます」という真犯人当ての課題が連載第1回に掲載された。この犯人当てでは大井廣介、平野謙、荒正人、江戸川乱歩ら文人を指名した挑戦状も載せた。結果は最終回で発表されて4人の読者が犯人推理について完全答案を提出し、文人では大井が4等入選した。1等は物理学校の生徒だったという。
安吾の随筆『私の探偵小説』では、「私もそのうち探偵小説を一つだけ書くつもり」としていたが、『不連続殺人事件』に続いて長編『復員殺人事件』（未完）やシリーズ物の『明治開化 安吾捕物帖』、その他短編を中心に20作ほどの探偵小説を執筆することになった。

## 作品評価
『不連続殺人事件』が発表されるとファンの間で評判となり、探偵小説関係者にも高い評価を得た。江戸川乱歩からは、「日本の純文学作家の探偵小説は谷崎潤一郎、佐藤春夫両氏の二三の作など極く少数の例外を除いて、見るに足るものがなく、（中略）見事にこの定説を破ってみせ、ある意味では我々探偵作家を瞠目せしめたと云っていい」、「トリックに於いては内外を通じて前例の無い新形式が考案されていた」と絶賛され、1949年（昭和24年）2月に、第2回「探偵作家クラブ賞」（現在の日本推理作家協会賞）長編賞を受賞した。
松本清張は、「日本の推理小説史上不朽の名作で、（中略）欧米にもないトリックの創造である。人間の設定、背景、会話が巧妙をきわめ、それに氏の特異な文体が加わって、その全体が一つのトリックだと気がつくのは全部を読み終わったときである」と評している。文芸評論家の七北数人は、安吾が「怪奇耽美の味わい」を出すことに長けているにかかわらず、あえて「文学的な要素」を排除し、謎解きのゲーム性を重視しているとし、「複雑な人間関係そのものがトリックになる本作では、この書き方が必然でもあった」と解説している。

## 収録単行本・叢書・全集
- 『不連続殺人事件』（イヴニングスター社、1948年12月）
- 『不連續殺人事件 岩谷選書12』（岩谷書店、1949年9月）
- 『不連続殺人事件 日本探偵小説全集9』（春陽堂書店、1954年）
- 『不連続殺人事件』（探偵双書/春陽堂書店、1955年）
- 『不連続殺人事件』（春陽文庫/春陽堂書店、1956年）
- 『探偵小説名作全集 9』（河出書房、1956年）
- 『日本推理小説大系 10』（東都書房、1960年）
- 『現代の文学 22 坂口安吾集』（河出書房新社、1966年）
- 『定本坂口安吾全集 第10巻 小説 VII』（冬樹社、1970年11月30日）
  - 解説：奥野健男。荒正人「非合理主義者の合理主義者」。解題：関井光男。
  - 月報：田邊茂一「安吾と私」、斎藤稔「『キング』のころ」、平山信義「流星のように」、小林博「ドエライ人」
- 『現代推理小説大系 5』（講談社、1972年）
- 『坂口安吾研究 1』（冬樹社、1972年）
- 『不連続殺人事件』（廣済堂ブルーブックス/廣済堂出版、1973年）
- 『昭和国民文学全集 25 坂口安吾集』（筑摩書房、1974年）
- 『不連続殺人事件』（角川文庫/角川書店、1974年。改版2006年10月）
  - 解説：高木彬光、法月綸太郎。三枝康高「年譜」
- 『昭和国民文学全集 30』増補新版（筑摩書房、1978年4月）
- 『坂口安吾選集 8』（講談社、1982年11月）
- 『日本探偵小説全集10 坂口安吾』（創元推理文庫/東京創元社、1985年10月）
  - 解説：都筑道夫「安吾流探偵術」。中島河太郎「坂口安吾年譜」。
  - 付録：坂口三千代「『不連続殺人事件』」。大井広介「犯人あてと坂口安吾」。松野安男「どうして、松野一夫は……」
- 『坂口安吾全集 第11巻』（ちくま文庫/筑摩書房、1990年7月） ISBN 4480024662
  - 解説：池内紀「巨勢博士の周辺」。解題：関井光男
- 『不連続殺人事件』（双葉文庫/双葉社、1995年5月）
- 『坂口安吾全集 第6巻』（筑摩書房、1998年7月） ISBN 4480710361
  - 解題・校異：関井光男
  - 付録・月報3：法月綸太郎「フェアプレイの陥穽」〈解説〉、〔匿名〕「世俗の達人・坂口安吾」〈回想・同時代評〉、柄谷行人「坂口安吾について（3）僧侶と堕落」〈連載〉
- 『不連続殺人事件』（新潮文庫/新潮社、2018年） ISBN 978-4-10-102403-5
  - 併録：「アンゴウ」、対談：戸川安宣・北村薫「安吾の挑戦」

## 映画
『不連続殺人事件』（ふれんぞくさつじんじけん）は、同名小説を原作に1977年3月15日に公開された曾根中生監督による日本映画。製作タツミキカク・ATG、配給ATG。
2025年3月17日にBS松竹東急で放映された際に「山奥の別荘に集まった29人の男女がおりなす異様サスペンス！」と紹介された。

### キャスト
- 巨勢博士 (こせはかせ) （小坂一也）

本作における探偵役。天才探偵だが文学オンチ。29歳。
17歳の時、文士である矢代寸兵に弟子入りし、大学では美学を勉強していた。文学には才能はなく、探偵として非常に優秀。
不連続殺人事件の後、有楽町駅に近いビルの一室で探偵事務所を開く。

#### 歌川一族
- 歌川多門（うたがわ たもん） （金田龍之介）

歌川一族の長。非常に好色で、正妻のほか多数の妾を抱えていた。
- 歌川梶子（うたがわ かじこ）

故人。多門の妻。珠緒の母。前年に亡くなり、自殺と処理されている。
- 歌川一馬（うたがわ かずま）（瑳川哲朗）

歌川家の嫡男。酒造家。40歳。寸兵の友人の詩人。
- 歌川あやか（うたがわ あやか）（夏純子 松竹 ）

一馬の妻。過去に、土居光一（ピカ一）と同棲していた。
- 歌川珠緒（うたがわ たまお）（水原明泉）

歌川多聞の後妻との間に生まれた娘。22歳。一馬の妹。
- 歌川加代子（うたがわ かよこ）（福原ひとみ）

歌川多聞の隠し子の娘。24歳。おもちゃにしていた女中との間に生まれた娘。
京子と友達。血の繋がる兄の一馬に想いを寄せており、一馬とは相愛の仲。

#### 南雲一族
- 南雲一松（なぐも いちまつ）（殿山泰司）

南雲由良の夫の老人。疎開してきている。
- 南雲由良（なぐも ゆら）（初井言栄）

南雲一松の妻で、歌川多門の妹にあたることから、疎開先として歌川家に身を寄せていた老女。
- 南雲千草（なぐも ちぐさ）（伊佐山ひろ子）

南雲一松・千草夫妻の娘。26歳。歌川多門の姪であり、一馬の従姉妹にあたる。醜女と描写される。

#### 多聞の妾とその配偶者
- 矢代寸兵 （田村高廣）

京子の夫。小説家。本作における語り手。
巨瀬博士は弟子にあたる。
- 矢代京子 （桜井浩子）

寸兵の妻。歌川多門のかつての妾で、寸兵との結婚時に揉めていた。
- 神山東洋 （神田隆）

弁護士。元、多門の秘書。木曽乃の夫。見た目巨漢のヤクザ。
- 神山木曽乃 （絵沢萠子）

神山の妻。夫公認で、元・歌川多聞の妾の一人。
- 坪田平吉 （粟津號）

坪田テルヨの夫。日本橋の小料理屋、ツボ平の主人。歌川家の元料理人。
- 坪田テルヨ （岡本麗）

元・歌川多聞の妾の一人。
- 下枝 （泉じゅん）

歌川家の女中。多聞の妾。
- 八重 （梓ようこ）

歌川家の女中。多聞の妾。

#### その他の宿泊者たち
- 望月王仁 （内田良平）

流行作家。粗暴、傲慢無礼、女たらしで嫌われていた。
珠緒に惚れており、虜となっていた3人のうちの一人。
- 丹後弓彦 （木村元）

あまり売れていない作家。陰険、ひねくれ者。
珠緒に惚れており、虜となっていた3人のうちの一人。
- 内海明 （内海賢二）

陽気なセムシ詩人。
珠緒に惚れており、虜となっていた3人のうちの一人。
- 土居光一 （ピカ一） （内田裕也）

商売のうまい画家。過去、歌川あやかと同棲していた。
- 三宅木兵衛 （モクべエ） （石浜朗）

フランス文学者。秋子の夫だが、実質的に離縁状態。
- 宇津木秋子 （楠侑子）

女流作家。一馬の元妻。木兵衛の妻だが、実質的に離縁状態。
- 人見小六 （江角英明）

劇作家。胡蝶の夫。
- 明石胡蝶 （根岸とし江）

女優。小六の妻だが。一馬に想いを寄せる。
- 奥田利根五郎 （谷本一）

海老塚の知人である論語の研究家。

#### 歌川家の使用人など
- 片倉清次郎 （浜村純）

歌川家の番頭。病気のため休養中。
- 女中A （南美由紀）

女中。
- 喜作 （西沢武夫）

歌川家の飼い殺しの下男の老人。
- 海老塚医師 （松橋登）

村の医者。ビッコ。
- 諸井琴路 （宮下順子 日活 ）

海老塚医院の看護婦。30歳前後。
- 新聞記者 （河原一邦）

新聞記者。

#### 警察関係者
- 南川友一郎巡査 （長弘）

駐在。名前は安吾の友人である南川潤と井上友一郎に由来して命名されている。
- 平野雄高 （桑山正一）

捜査部長の警部。同僚たちからは、「カングリ警部」と呼ばれる。名前は安吾の友人である平野謙と埴谷雄高に由来して命名されている。
- 荒広介部長 （武藤章生）

刑事。同僚たちからは、「八丁鼻」と呼ばれる。名前は安吾の友人である荒正人と大井広介に由来して命名されている。
- 長畑千冬（清川正廣）

刑事。同僚たちからは、「読ミスギ」と呼ばれる。
- 飯塚文子

刑事。同僚たちからは、「アタピン」と呼ばれる。

### スタッフ
- 製作 : 本石巖、麻生誠
- 企画 : 西村隆平
- 監督 : 曾根中生
- 脚本 : 大和屋竺、田中陽造、曾根中生、荒井晴彦
- 原作 : 坂口安吾
- 撮影 : 森勝
- 美術 : 坂口武玄
- 照明 : 三尾三郎、小林恒雄
- 編集 : 鍋島惇
- 記録 : 伊藤溶子
- 結髪 : 横銭政幸
- 装飾 : 佐久間聡
- 衣裳 : 第一衣裳、中山邦夫
- 音楽 : コスモスファクトリー
- 助監督 : 斎藤博
- 監督助手 : 上野堯、萩原達、荒井晴彦
- 製作主任 : 桃井七生
- スチール : 瀬戸山修一
- 装置 : 高津映画装飾
- 小道具 : 京阪商会
- 録音所 : アバコ・スタジオ
- 現像所 : 東洋現像所
- フォーマット : カラー映画 - シネマスコープ（2.35:1） - モノラル録音
- 協力 : 財団法人北方文化博物館、新津市商工観光課、新潟メグロ会、ホテル小柳、神港運送・共同運輸、武蔵屋、日本芸能マネージャー協会、パイントリー、松浦商工、ブルック、ワコール、ひよしや、サントリー、マルニ販売株式会社

### 製作
ベテランの役者も多数出演する中、キャストクレジットのトメは内田裕也。撮影にも参加したと話す脚本の荒井晴彦は、脚本は曾根中生監督を含めて荒井ら4人だが、冒頭10枚は田中陽造が坂口安吾の別の小説から持ってきたと話している。荒井は、テレビドラマに出ている中堅どころばかりのキャスティングで、出演者は他の作品と掛け持ちで、スケジュールが2時間しか取れない日もあった、にもかかわらず、曾根監督が長回し（ワンカット）をやりたがり、リハーサルに時間がかかるため、みな帰ってしまい、内田が「何で帰るんだ」と怒っていたなどと話している。歌川邸は山奥設定ながら、邸内のシーンは、目白台の和敬塾で撮影されたという。ここと協力としてクレジットされる財団法人北方文化博物館などが歌川邸として合わせて撮影されたものと見られる。荒井とほぼ同年代の長谷川和彦が『青春の殺人者』を撮影していて、同作の助監督・相米慎二から撮影の森勝に「ラストシーンを撮ってるんだが、フィルムがなくなったんで、こっちへ回してくれ」と電話があったという。姉そっくりの水原明泉がどうしても脱ぐシーンが必要となったが、水原が駄々をこね、荒井が脚本家なのに曾根監督に説得を命じられたと話しているが、水原のヌードはカットされたのか本編にはない。ヌードになるのは冒頭と終盤で夏純子が、終盤に宮下順子が胸を露出する。荒井は本作の撮影で映画が嫌になり、映画をやめるつもりで、女優を諦めて岩手の温泉旅館に帰っていた子を頼って温泉に浸かり、旅館のボイラーマンになろうかと考えていたという。
劇中、新潟県という言及はないが、赤谷駅やそこから歌川邸に向かう木炭バスの側面に「越後乗合自動車株式会社」と書かれ、行き先が「蒲原行」になっている。また中程で新聞記者の腕章に「越後」と書かれ、「新津行きのバス」「蒲原行きのバス」というセリフと刑事の手帳に「新津行」「蒲原行」と書かれた場面が出る。
き○がい、ば○た、百○、せ○し、ノートルダム、いん○いやど、め○らなど、今日では配慮が必要と思われる表現が連発される。

## テレビドラマ
- 年末ドラマスペシャル『昭和傑作推理選 不連続殺人事件』（CX）
  - 1990年（平成2年）12月26日 水曜日 21時3分 - 23時7分
  - 演出：若松節朗。脚本：安倍徹郎（安部徹郎）。企画：前田和也、岡田太郎
  - 出演：野村宏伸、古尾谷雅人、神田正輝、佳那晃子、芦川よしみ、河原崎建三、ビートきよし、内田朝雄、原田大二郎、西岡徳馬、ベンガル